# Ville d'Oran (paquebot, 1936-1969)
Pour les articles homonymes, voir Oran.
Le Ville d'Oran est un paquebot français, ayant navigué de 1936 à 1969. Il a pour  navire-jumeau le Ville d'Alger (1935).

## Histoire
Construit par la Société provençale de constructions navales de La Ciotat, il est mis en service en octobre 1936 pour relier, rapidement, Marseille à  l'Afrique du Nord et pouvait transporter 1 100 passagers. Il reliait Marseille à Alger en 19 heures et Oran en 25 heures,. À l'époque, il possède deux cheminées. Il perdra en 1939 la cheminée arrière qui était factice.
En 1939, au début de la Seconde Guerre mondiale, le Ville d'Oran est réquisitionné, il est alors transformé en croiseur auxiliaire, camouflé et armé de plusieurs canons de 105 et de mitrailleuses de 13,2 montées sur des tourelles pour la défense anti-aérienne. Il est affecté à la 1re division de croiseurs auxiliaires du contre-amiral Cadart avec les navires rapides El Djezaïr, El Mansour et El Kantara.
Durant la drôle de guerre, il effectue des patrouilles en mer Méditerranée. Sous le commandement du capitaine de frégate Roqueblave,  il est intégré à la force Z et participe au transport du corps expéditionnaire français en Scandinavie sous le nom X5. Le 12 avril 1940, il embarque, à Brest, les chasseurs alpins du 13e bataillon de chasseurs alpins et après une escale à Greenock, en Écosse, il atteint Namsos le 19 avril où il est endommagé, avec l'Émile Bertin, lors d'une attaque aérienne dans le Namsenfjord (de).

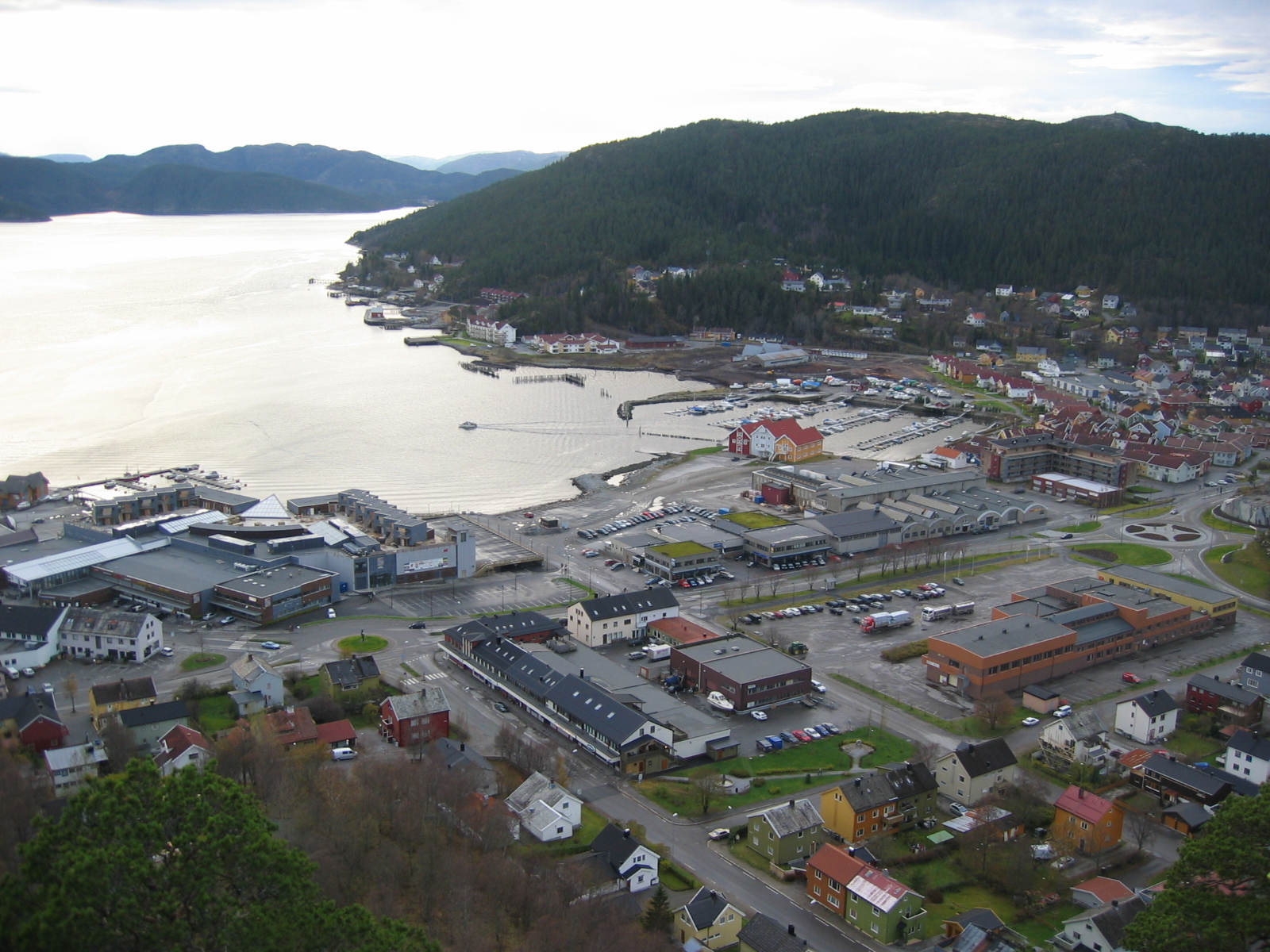
Namsos, Norvège et le

Revenu en France, il fait partie de la flottille, composée des cinq paquebots et cargos, lors de l'opération d'évacuation de l'or de la Banque de France afin de mettre ces réserves hors de France, à l'abri des envahisseurs allemands. Escortés des contre-torpilleurs Milan, Épervier et du croiseur auxiliaire Victor Schœlcher, le convoi part de Brest le 18 juin, fait escale à Casablanca du 21 au 24 juin et atteint Dakar le 28 juin.
Après l'armistice, il est envoyé à Marseille et reprend son service de liaison entre Marseille et l'Algérie de mai à septembre 1941 date à laquelle il est désarmé, à Alger.
Fin 1942, le Ville d'Oran est réarmé et utilisé comme transport de troupe lors de l'opération Husky. Après la guerre, il fait le trajet Marseille-Oran. Il est vendu en 1965 à un armateur grec et rebaptisé Mount Olympos.

## Décoration
Le Ville d'Oran a reçu la croix de guerre.

## Installations
Contrairement aux paquebots de croisière, le Ville d'Oran n'avait pas de piscine car il était uniquement destiné à relier la France et l'Afrique du Nord, dans des délais rapides.